# La Tinajuela
La Tinajuela är en ort i Mexiko.   Den ligger i kommunen Asientos och delstaten Aguascalientes, i den centrala delen av landet, 400 km nordväst om huvudstaden Mexico City. La Tinajuela ligger 2 081 meter över havet och antalet invånare är 130.
Terrängen runt La Tinajuela är platt åt sydväst, men åt nordost är den kuperad. Runt La Tinajuela är det ganska glesbefolkat, med 50 invånare per kvadratkilometer. Närmaste större samhälle är Villa García, 12,2 km norr om La Tinajuela. Omgivningarna runt La Tinajuela är i huvudsak ett öppet busklandskap.